# Torre de Quioto

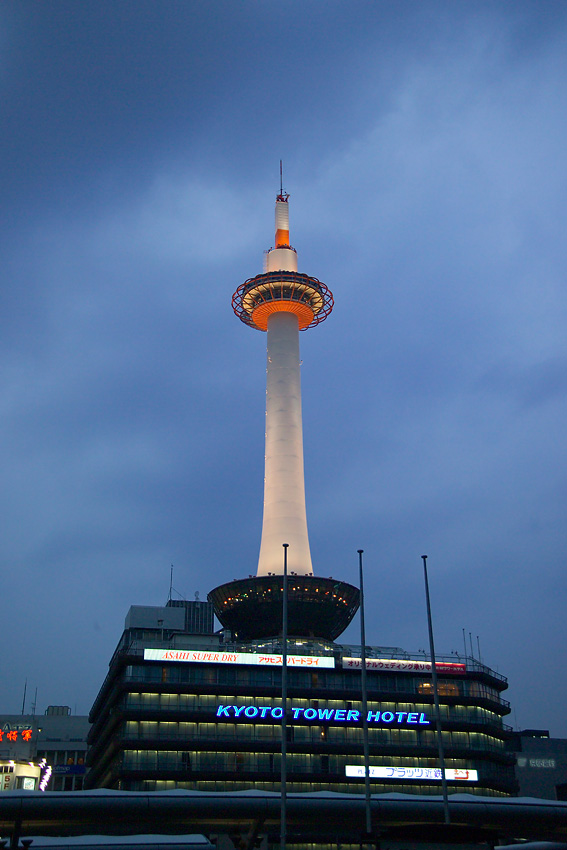
A torre de Quioto vista da estação de Quioto.

A torre de Kyoto (em japonês 京都タワー - Kyōto Tawaa) é uma torre da observação que mede 131 metros em Kyoto, Japão. A plataforma de observação está 100 metros acima do chão. Na base, há um hotel e diversas lojas. A torre está oposta à estação de JR Kyoto.